# Marcel Rohner
Marcel Rohner   (Baar, 21 de juny de 1964) és un pilot de bob suís, ja retirat, que va competir durant la dècada de 1990.
El 1998 va prendre part als Jocs Olímpics d'Hivern de Nagano, on guanyà la medalla de plata en la prova de bobs a quatre del programa de bobsleigh. Formà equip amb Markus Nüssli, Markus Wasser i Beat Seitz.
En el seu palmarès també destaquen dues medalles de plata al Campionat del món de bob, el 1996 i 1999, així com dues medalles de plata i una de bronze al Campionat d'Europa de bob. Guanyà la Copa del Món de Bobsleigh de bobs a quatre de 1996-97 i 1999-2000 i la combinada el 1999-2000.